# سيموني كافالي
سيموني كافالي (بالإيطالية: Simone Cavalli)‏ (10 يناير 1979 ببارما في إيطاليا - ) هو لاعب كرة قدم إيطالي في مركز الهجوم. لعب مع كييفو فيرونا ونادي باري ونادي تارغو موريش ونادي تشيزينا ونادي ريجينا ونادي فروسينوني ونادي فيتشينزا ونادي ليكو ونادي مانتوفا ونادي مسينا ونادي مودينا ونادي فوغيريزي 1919 ‏ ونادي تيرامو وFidelis Andria 2018 ‏ وغلوريا بيستريتسا ‏ وكارسو كالتشيو ‏ وMontevarchi Calcio Aquila 1902 ‏.

## روابط خارجية
- سيموني كافالي على موقع قاعدة بيانات كرة القدم.إي يو (الإنجليزية)
- سيموني كافالي على موقع Soccerway.com (الإنجليزية)